# 大阪府立国際会議場

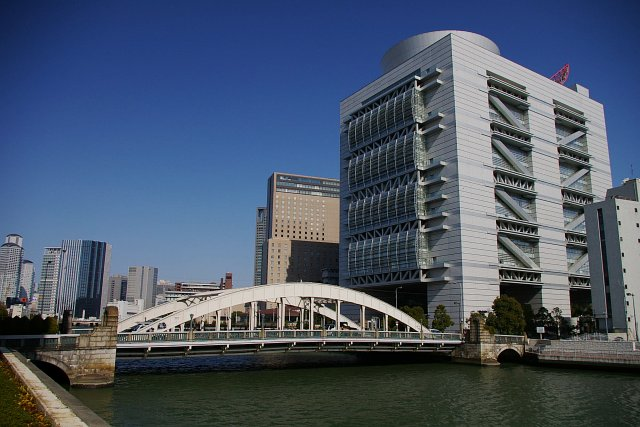
大阪府立国際会議場と堂島大橋

大阪府立国際会議場（おおさかふりつこくさいかいぎじょう、Osaka International Convention Center）は、大阪府大阪市北区中之島にある大阪府立の国際会議場である。通称は大阪国際会議場、愛称はグランキューブ大阪。府と大阪財界が出資して設立した株式会社大阪国際会議場が指定管理者となっている。

## 概要
地上13階、地下3階の鉄骨造、建物の高さは104.51mである。設計は黒川紀章による。メインホールは最大2,754人の収容が可能でその他会議室やイベントホールが設けられている。なお、隣のリーガロイヤルホテルとは1階の連絡通路で繋がっており、機能補完が可能である。
2000年に日本で開催されるG8サミット（主要国首脳会議）誘致のため大阪国際貿易センターの跡地に大阪府が建設し、2000年4月に開業した。結果的にサミットは沖縄県他（九州・沖縄サミット）で開催される事になったが、2001年に世界観光機関 (WTO) 総会、2002年の世界水フォーラム、2004年の国際ロータリー大会、2008年6月のサミット財務相会議などの国際会議の会場となった。他にもコンサート、展示会などが開かれている。
メインホールでは、各種コンサートやコンクールが開催される事があるが、会議場の設計のため音を吸収する構造になっており、吹奏楽・管弦楽などの生音のコンサートやコンクールには不向きである。全日本吹奏楽コンクール大学・職場・一般の部が2度開催されたおりには論議を呼んだ。全国高等学校野球選手権大会の組み合わせ抽選会（第91回、第93回）の会場としても使われた（それまで使用していたフェスティバルホールが改修に入っていたため。ただし第92回は兵庫県立芸術文化センターで開催）。
関西広域連合の本部所在地でもある。
稼働率は高く、他の自治体からの視察も多い。
2021年4月に、日本政府から新型コロナウイルス感染症のワクチンの大規模接種会場として指定され、同年5月24日から防衛省・自衛隊により、大阪府・兵庫県・京都府の65歳以上の高齢者を対象に、モデルナ製ワクチン接種を提供する「自衛隊大阪大規模接種センター」が開設されている。1日あたり5000人の接種能力があり、6月15日からは対象が18歳以上に拡大された。同施設は同年11月末に閉鎖された。

## 交通機関

### 鉄道
- 京阪中之島線 中之島駅（大阪国際会議場）すぐ
- JR大阪環状線福島駅徒歩約15分
- JR東西線 新福島駅 徒歩約10分
- 阪神本線 福島駅 徒歩約10分
- Osaka Metro中央線・千日前線 阿波座駅徒歩15分

### バス
- 大阪シティバス53系統堂島大橋停留所下車
- 大阪シティバス55系統堂島大橋停留所下車
- リーガロイヤルホテルシャトルバス 梅田方面からホテル下車
- 北港観光バス中之島ループバス国際会議場前停留所下車

## エピソード
- ゴジラ×メガギラス G消滅作戦 - 撮影に使用され、劇中にも「クリーン･エネルギー・ファクトリー」として登場する。